# 大衛·艾迪
大衛·艾迪（英語：David Eddy，1944年5月—），已退役英格蘭男子羽毛球運動員，於1960年代末期到1980年代初期贏得了多項國內和國際賽事冠軍。
大衛·艾迪在單打方面表現不錯，但是其生涯成就主要來自雙打。他與羅伯特·鮑威爾一起在1968年歐洲羽毛球錦標賽男子雙打金牌。1970年，他與蘇珊·惠特爾贏得了歐洲羽毛球錦標賽的混合雙打金牌。1974年，兩人贏得了全英羽球錦標賽混合雙打冠軍。在1969年和1970年，艾迪和鮑威爾都是全英男子雙打亞軍。大衛·艾迪和艾迪·蘇頓在1975年的丹麥羽球公開賽上贏得男子雙打冠軍，這是自1930年代以來唯一的英格蘭優勝組合。他在1969年至1979年間連續四屆代表英格蘭參加湯姆斯盃（男子國際團體賽）的比賽，並取得令人印象深刻的個人勝利紀錄。